# Palazzo Milesi (Gromo)
Il palazzo Milesi si trova in piazza Dante, ospita la sede del municipio di Gromo, e la sua costruzione è antecedente il XV secolo.

## Storia

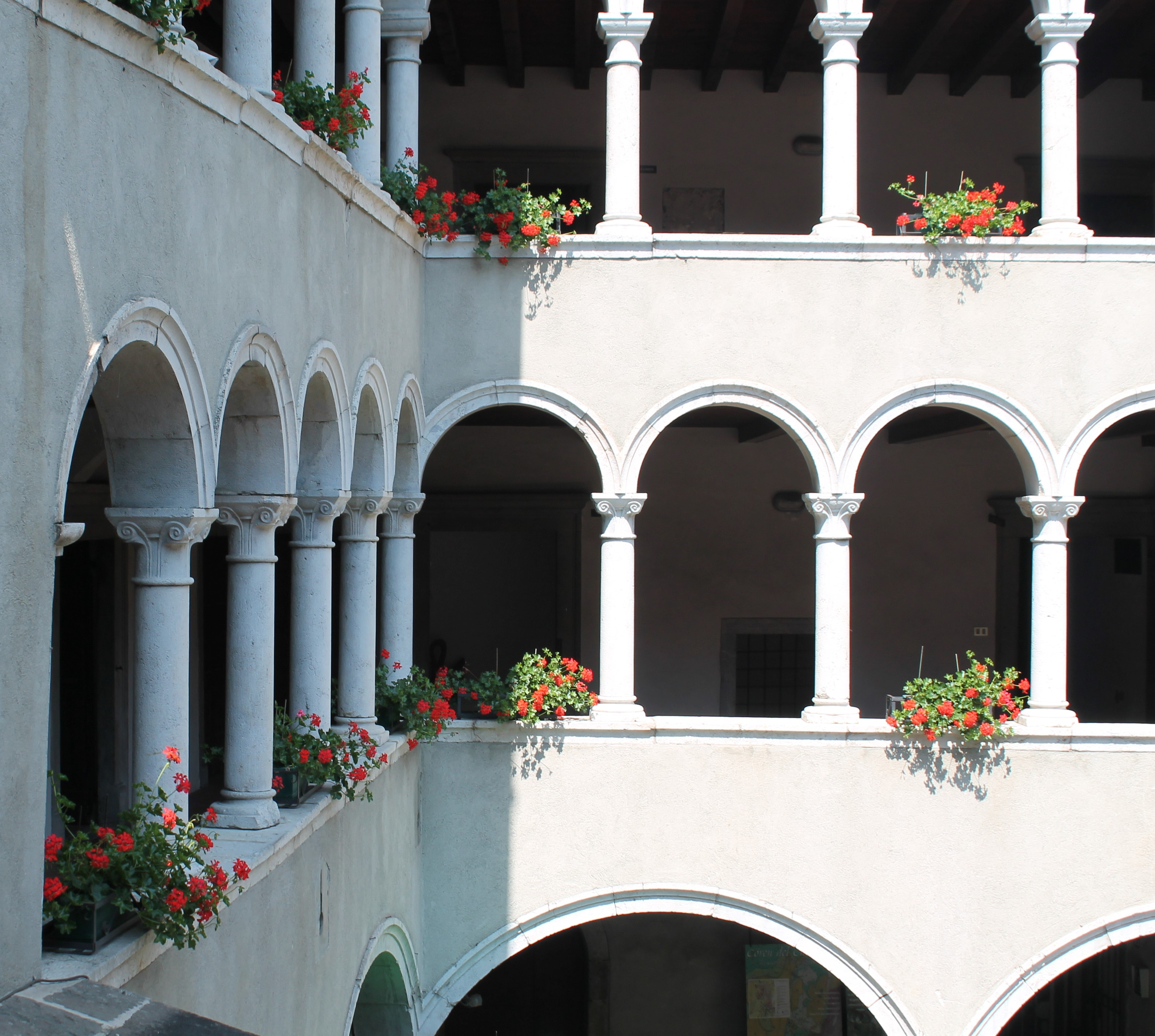
Loggiato palazzo Milesi

La costruzione del palazzo risale alla fine del XIV secolo, probabilmente da un membro della famiglia Buccelleni, già proprietaria del Castello Buccelleni, essendo documentato in un estimo del 1399. Sulla piazza del Mercato o piazza Vecchia, vengono infatti elencati: una fontana rotonda, un oratorio, una casa con torre, e una casa nuova.

Il palazzo viene nuovamente citato, in una pergamena del 1456 che nomina Gabriele, figlio di Generimo Bellera de Zuchinallis di Gromo che aveva la sua residenza in una casa "solerata, lobiata et plodata iacente in contrata de Gromo de supra fontem ptatee ubi dicitur ad domuns Zenesimi...", sarà lui il primo esponente della famiglia Ginami. Un atto notarile del 1581, conservato nell'archivio comunale di Gromo, indica Giuseppe Ginami proprietario del palazzo.
La famiglia Ginami, che aveva provenienza dalla famiglia Zucchinali o Zucchini, avente per stemma tre zucche o zucchine, era la famiglia che maggiormente operava l'estrazione mineraria, e il commercio delle armi, era anche la famiglia che possedeva il maggior numero di beni in alta valle, lo stemma, formato da una zucchina riprendeva quello della famiglia d'origine degli Zucchinali.

Nel 1644 Candida Ginami andò in sposa a GiovanBattista Franzini, fu in occasione di questo matrimonio che venne costruita la torre laterale; il palazzo divenne poi Scacchi quando Maria Manenti, vedova di Giacomo Franzini, prese in affido Alma, orfana Scacchi. Alma andò in moglie a Bernardo Milesi, oriundo di Roncobello, e con i suoi figli, il palazzo prese il nome di Milesi, nome che mantenne

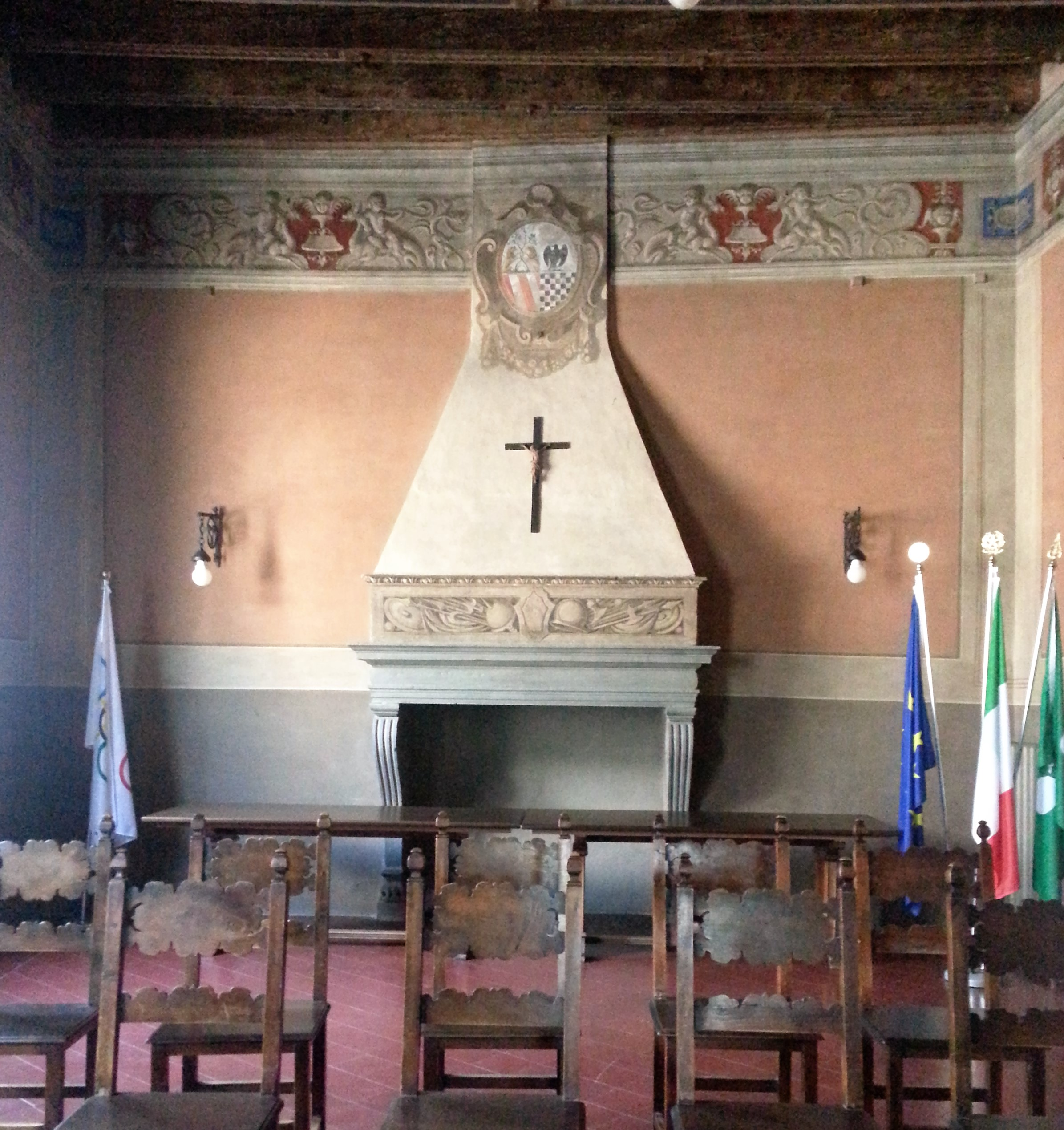
Sala consiliare in palazzo Milesi

Nel 1924 Valerio Milesi vendette il palazzo alla famiglia Cittadini che successivamente lo alienò all'amministrazione comunale. Con il palazzo, Valerio Milesi donò anche i documenti facenti parte della Fondazione Milesi, composti da 398 pergamene e atti notarili che coprono gli anni dal 1267 al XIX secolo,  divisi in atti pubblici e privati e che hanno permesso la ricostruzione storica del palazzo e del paese.
Durante il mandato di podestà di Berardo Cittadino, nel 1939, si dovette adattare e rimodernare il palazzo e il locali interni che da uso abitativo privato dovevano diventare a uso pubblico e amministrativo. Venne commissionato il progetto all'ingegnere Luigi Angelini che ne fece i disegni dei nuovi ambienti interni ed esterni.

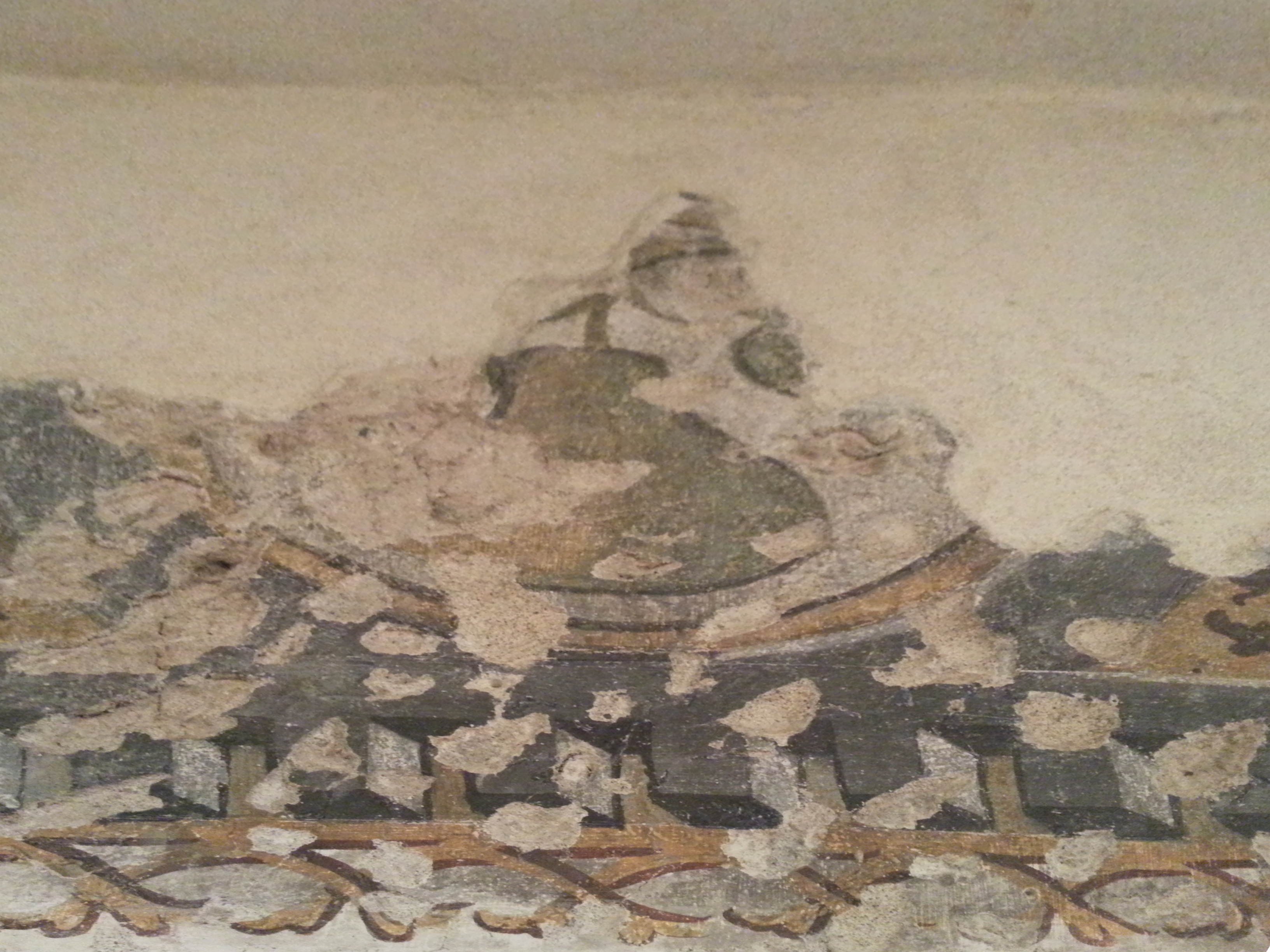
Stemma della famiglia Ginami-Palazzo Milesi-Gromo

Nei primi anni '70 del Novecento, il palazzo fu oggetto di attenzione da parte del ministro Giovanni Spadolini del Ministero per i Beni Culturali, scelto con altri cento per uno studio storico-architettonico. Questo aveva consentito un'accurata ricerca sia sul territorio che negli archivi e che ha riguardato non solo il palazzo ma anche la storia del territorio, a cui fece seguito la pubblicazione del primo libro nel 1975.

## Architettura

### Esterno
La facciata principale rivolta ad est si presenta in marmo grigio di Ardesio. Le tre grandi aperture ad arco ribassato al piano terra con applicazione di antoni con chiusura a libro, sono l'accesso al palazzo; il piano nobile presenta due grandi finestre e una porta finestra che accede a un terrazzino entrambi in vetro piombato, e altre tre nel piano superiore, tutte corrispondenti alle aperture del piano terra.
La torre laterale è del XVII secolo, sono invece del '900 il monumento ai caduti e il terrazzino al piano superiore della facciata rivolta a est della torre.

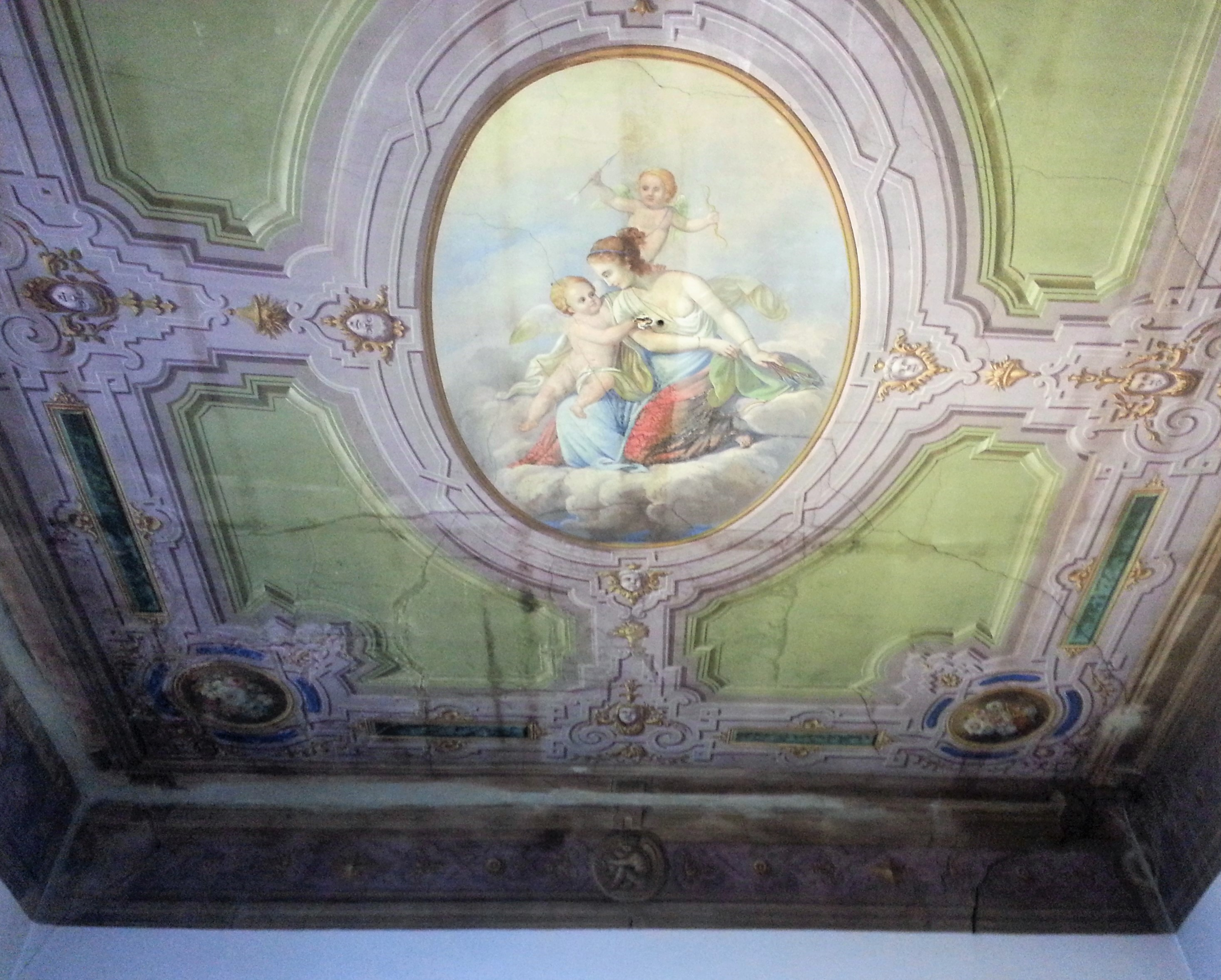
Venere e Cupido - Palazzo Milesi

Un doppio loggiato, con archi a tutto sesto e con sottili colonne a capitelli in stile ionico per il primo piano, e dorico per il secondo, in proporzioni volutamente architettonicamente differenti, ma che viste nel loro insieme si annullano rendendo armoniosa la facciata, e riscontrabili in altri palazzi di Bergamo del XV secolo, si trova sul lato a sud del palazzo. Il terzo e ultimo piano presenta la parte più rustica fino al tetto, con la loggia a travetti verticali di legno che ne reggono le travi.
  Questo tipo di loggiato aperto, è un classico esempio di architettura lombarda, quando la vita delle famiglie e i lavori domestici veniva vissuti con la comunità.

### Interno
Il piano terra è composto da un lungo sotterraneo con la volta a botte che era un tempo il magazzino dove venivano allocate le armi pronte per la vendita, poi destinato a deposito.
In stile rinascimentale è il salone adibito a sala Consiliare posto al primo piano, detto piano nobile; conserva il soffitto a cassettoni di legno e un fregio che se per molto tempo è stato considerato seicentesco raffigurante putti, forse, coni restauri del Novecento, è di fattura ottocentesca, composto da ventuno tavole e travetti inchiodati. Le tavole sono divise da listelli in sedici lacunari dipinti con due motivi decorativi a tempera differenti: una forma rotonda su fondo blu, e una rosetta su fondo rosso, mentre gli elementi dorati sono in foglia.
Sulla parete di fondo c'è un grande camino con lo stemma delle famiglie Scacchi e Milesi mentre sulla parete frontale c'è il grande ritratto di Giacomo Franzini. Nella sala adiacente, adibita a uffici di segreteria, il grande soffitto presenta affreschi settecenteschi che terminano con un fregio monocromatico, centrale un medaglione raffigurante Venere e Cupido.

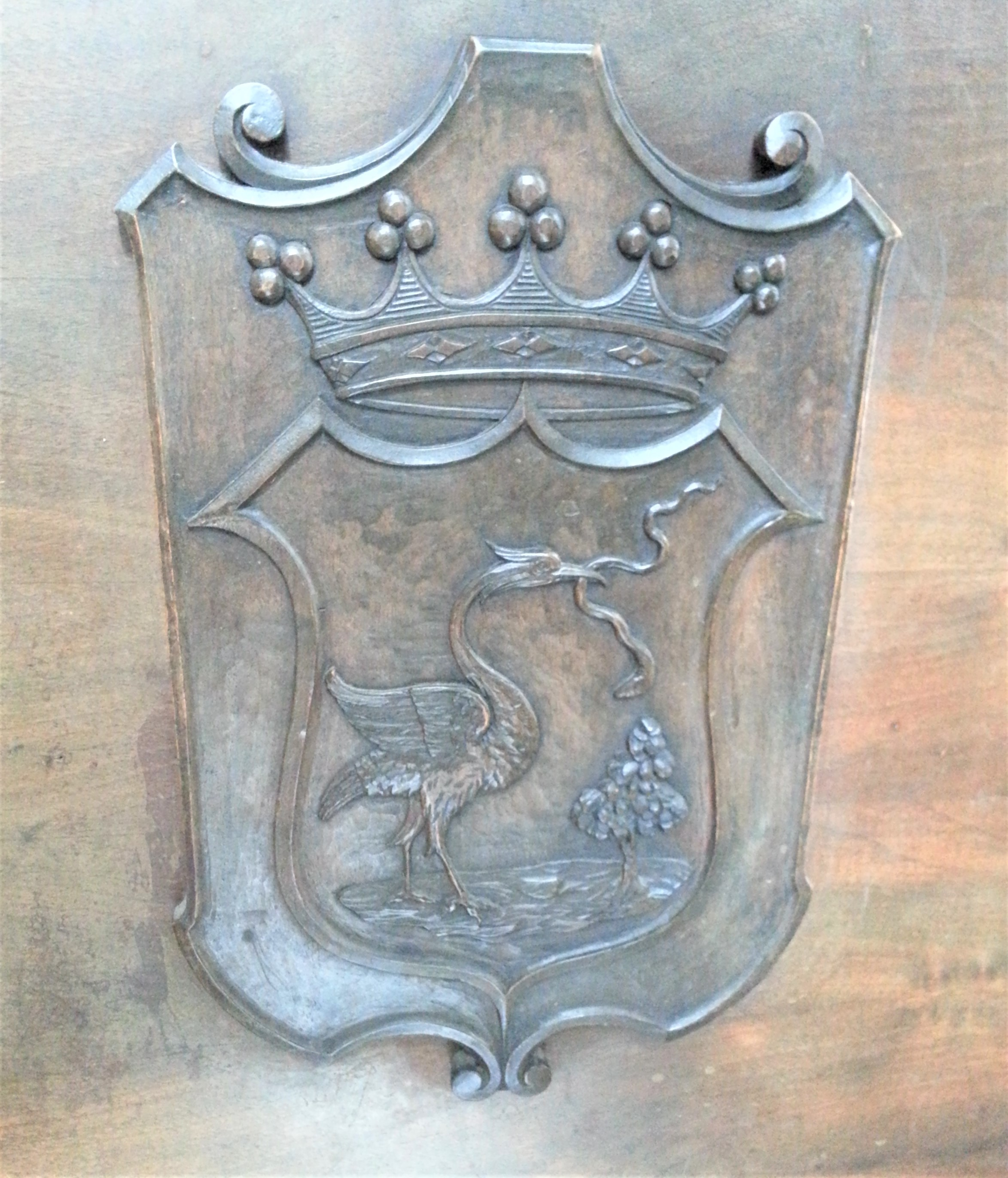
Stemma posto nell'ufficio del sindaco sul frontale della scrivania raffigurante una cicogna che tiene un serpente

Al secondo piano, vi sono le stanze con affreschi cinquecenteschi che raccontano la forgiatura e la vendita delle armi, nel palazzo venivano infatti firmati i contratti di vendita delle armi, ora adibiti a Museo delle armi.

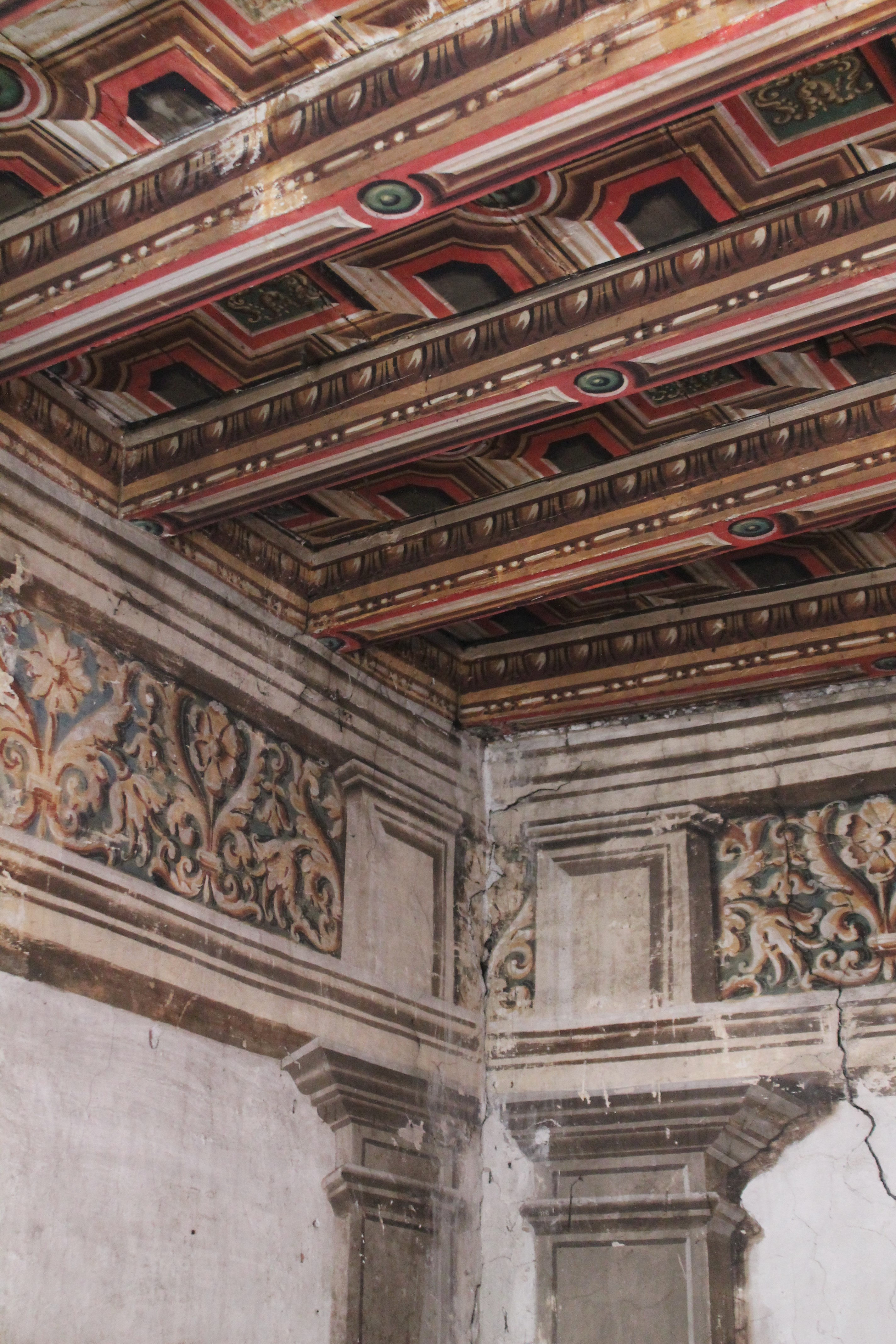
Affreschi del settecento nel palazzo Milesi (Gromo)

Nel terzo piano si trova il L'Ecomuseo dove in due grandi teche è rappresentata la fauna autoctona selvatica del territorio. In questo piano è presente anche l'archivio comunale che conserva anche i documenti della Fondazione Valerio Milesi.

## Musei
Il palazzo ospita la sede dell'ufficio turistico, la sede di associazioni di volontariato e due musei:

### Museo delle armi bianche e delle pergamene
Il museo, allestito nel 2010,  è posizionato al secondo piano del loggiato del palazzo, nelle stanze con gli affreschi del XV secolo. Gli affreschi, le armi bianche esposte e la raccolta di pergamene raccontano la storia del paese nei secoli che unita alla Serenissima produceva e commerciava opere di "ferrarezza", fino alla disastrosa alluvione del 1º novembre 1666. La collezione di pergamene copre un periodo storico dal XIII secolo fino al XIX secolo.

### Ecomuseo naturalistico
Due grandi teche poste nel grande ambiente all'ultimo piano del palazzo, ricostruiscono l'ambiente montano, nella sua fauna autoctona selvatica. Sono presenti gli animali selvatici che popolano le Orobie, dagli uccelli ai mammiferi, piccoli e grandi. Il museo è stato allestito grazie al contributo della Provincia di Bergamo e della Comunità montana Alta Valle Seriana.

I due musei sono aperti ogni fine settimana con ingresso gratuito.